# Seville (Florida)
Seville è un census-designated place (CDP) degli Stati Uniti d'America, situato nello stato della Florida, nella contea di Volusia.